# 中川州男
中川 州男（なかがわ くにお、1898年（明治31年）1月23日 - 1944年（昭和19年）11月24日）は、日本の陸軍軍人。陸士30期。最終階級は陸軍中将。
太平洋戦争（大東亜戦争）のペリリューの戦いにおいて、歩兵第2連隊長としてペリリュー島守備隊（約1万2千名）を指揮し、同島を長くても3日で攻略できると楽観していたアメリカ海兵隊（約4万9千名）を相手に71日間に渡って組織的戦闘を続け、自軍の玉砕と引き換えにアメリカ海兵隊に多大な損害を与えたことで知られる。

## 経歴
熊本県出身。小学校校長・中川文次郎の三男として生まれる。玉名中学校を経て（同期生に広瀬藤蔵・海軍少将（海機27期・海大）、由布喜久雄・海軍法務少将（東大卒）、中川千代吉・陸軍大佐（陸士30期）、松島悌二・海軍大佐（海機27期・海大）が居る。）1918年（大正7年）5月、陸軍士官学校（30期）を卒業し見習士官、同年12月、陸軍歩兵少尉に任官し歩兵第48連隊附となる。台湾歩兵第2連隊附、歩兵第48連隊大隊副官、第12師団司令部附（福岡県八女工業学校（現・福岡県立八女工業高等学校）配属将校）、歩兵第48連隊中隊長、歩兵第79連隊大隊長等を歴任する。歩兵第79連隊赴任の直後、盧溝橋事件の勃発により日中両軍は全面衝突し、歩兵第79連隊にも動員命令が下され、中川は初の実戦を経験する。天津から山西省の保定会戦等での野戦指揮官としての功績を認められ、連隊長の推薦により陸軍大学校専科に入校。
1939年（昭和14年）3月に陸大専科を卒業し、同月に陸軍歩兵中佐に進級。1941年（昭和16年）4月、戦功により功四級金鵄勲章を受章。
独立混成第5旅団参謀を経て、第62独立歩兵団参謀となり、1943年（昭和18年）3月、陸軍大佐に進級。同年6月、歩兵第2連隊長に補される。連隊所属の第14師団が、満洲から南方へ転用されることとなり、パラオ諸島へ向かった。歩兵第2連隊はペリリュー島に歩兵第15連隊の1個大隊と共に配備され、中川が守備隊長となった。赴任前、中川は夫人に任地と任務を尋ねられた際、「永劫演習さ」（帰還を望めない戦場）とだけ答えた。
1944年（昭和19年）9月15日、アメリカ軍がペリリュー島に上陸、日米は熾烈な戦闘を継続（ペリリューの戦い）。昭和天皇から中川部隊へ嘉賞11度、上級部隊司令部から感状3度が与えられた。しかし次第に物量に勝る米軍の前に劣勢を強いられ、11月24日にはついに司令部陣地の兵力弾薬もほとんど底を突き、司令部は玉砕を決定、中川が自決した後、玉砕を伝える「サクラサクラ」の電文が本土に送られ、翌朝にかけて根本甲子郎大尉を中心とした55名の残存兵による「万歳突撃」が行われた。こうして日本軍の組織的抵抗は終わり、11月27日、ついに米軍はペリリュー島の占領を果たした。中川は戦死後に2階級特進し、陸軍中将に任ぜられた。
中川は一度は宇垣軍縮の煽りを受けて配属将校となり、キャリアを絶たれたかに見えたが、その後の日中戦争の開戦により実戦で野戦指揮官としての能力を認められ、40歳を過ぎて陸大専科に進む等、エリートとは一線を画す叩き上げ軍人であった。それだけに合理的精神の持ち主で、全島を徹底して要塞化、地下陣地化して兵の保全に努め、兵の過早の玉砕を戒めて出来るだけ多くの米兵の出血を強いるという戦術を取り、米上陸軍を苦しめた。中川の取った組織的な戦法･戦術は、後に硫黄島の戦い、沖縄の戦いにおいて参考とされ、米軍に対し効果的な損害を与えることに成功することとなる。

## 関連文献
- 升本喜年『「愛の手紙」～ペリリュー島玉砕～中川州男の生涯』熊本日日新聞社、2010年。

本書は2016年公開のドキュメンタリー映画『追憶』の原作となっている。